# Cynoglossum formosanum
Cynoglossum formosanum är en strävbladig växtart som beskrevs av Takenoshin Nakai. Cynoglossum formosanum ingår i släktet hundtungor, och familjen strävbladiga växter. Inga underarter finns listade i Catalogue of Life.